# Jesper Ritheim
Jesper Anders Ritheim, född 2 april 1988 i Jönköpings Sofia församling, är en svensk före detta fotbollsspelare. Han spelade främst som yttermittfältare.

## Karriär
Ritheim är uppväxt i Tokarp. Hans moderklubb är Jönköping Södra. Han fick kontrakt med A-laget 2007 och gjorde sin debutmatch för klubben som 20-åring 2008. Han gjorde även sitt första mål samt assist under säsongen 2008. På grund av skadebekymmer under säsongen 2009 blev det inte så mycket spel för Ritheim. Han spelade totalt 12 matcher från start på vilka han gjorde tre mål samt en assist.
Han gick 2010 till Husqvarna FF. I december 2013 förlängde han sitt kontrakt med klubben fram över säsongen 2016. Inför säsongen 2016 skrev dock Ritheim på för Assyriska IK. Efter en säsong i Assyriska avslutade Ritheim sin fotbollskarriär. I mars 2017 gick han dock till division 5-klubben Norrahammars GIS. Ritheim spelade två matcher i Division 5 säsongen 2017.